# Francesco Geminiani
Francesco Saverio Geminiani (döpt 5 december 1687 i Lucca, död 17 september 1762 i Dublin) var en italiensk tonsättare och eftersökt violinist. Han var verksam i Lucca, Neapel, från 1714 i London, och under sina sista år i Dublin. Han har skrivit sonater för soloviolin och concerti grossi. Hans lärobok The Art of Playing the Violin (1751) hade stor inverkan på violinspelteknikens utveckling, men han författade flera viktiga läroböcker.
Ett musikteoretiskt manuskript han just hade skrivit färdigt ska ha stulits av en tjänare i Dublin 1761; förlusten av det sägs ha påskyndat hans död.